# Direct mail
Directmail je jakoukoli propagační záležitostí zaslanou pomocí pošty nebo distribuční sítě přímo osobě, které chce prodejce produkt nabídnout. Formy direct mailingu: dopis, pohlednice, katalog, ceník, objednávkový list, sdružený directmail. Directmail je součástí directmarketingu (přímého marketingu). U něj je nutné respektovat zákon o regulaci reklamy a zákon o ochraně osobních údajů.